# Algoso (California)
Algoso es un área no incorporada ubicada en el condado de Kern en el estado estadounidense de California.

## Geografía
Algoso se encuentra ubicada en las coordenadas 35°21′35″N 118°55′30″O / 35.35972, -118.92500.